# Ета Південного Трикутника
Ета Південного Трикутника (лат. η Trianguli Australis, скорочено η TrA) — зірка у сузір'ї Південного Трикутника, розміщена на відстані близько 660 а.о. (200 парсек) від Сонця. На карті небесної сфери зірка лежить на одному з ребер Південного Трикутника біля Атрії, яку дане ребро умовно з'єднує з Бетою Південного Трикутника. Інколи до назви зорі приписують індекс: η1 Південного Трикутника, проте це єдина зоря у системі Байєра, яка має індекс у назві.

## Властивості
η Південного Трикутника — яскрава масивна зоря, що класифікована як субгігант спектрального класу В з 6-ю видимою зоряною величиною, яка має сяйво з типовим для її класу блакитно-білим забарвленням. Зірка у 3.76 раз масивніша за Сонце, а її світність перевищує сонячну у 318 разів. Ефективна температура Ети Південного Трикутника становить близько 12160 К. 
Жодних зірок-компаньонів у η Південного Трикутника не було виявлено.